# Manga café

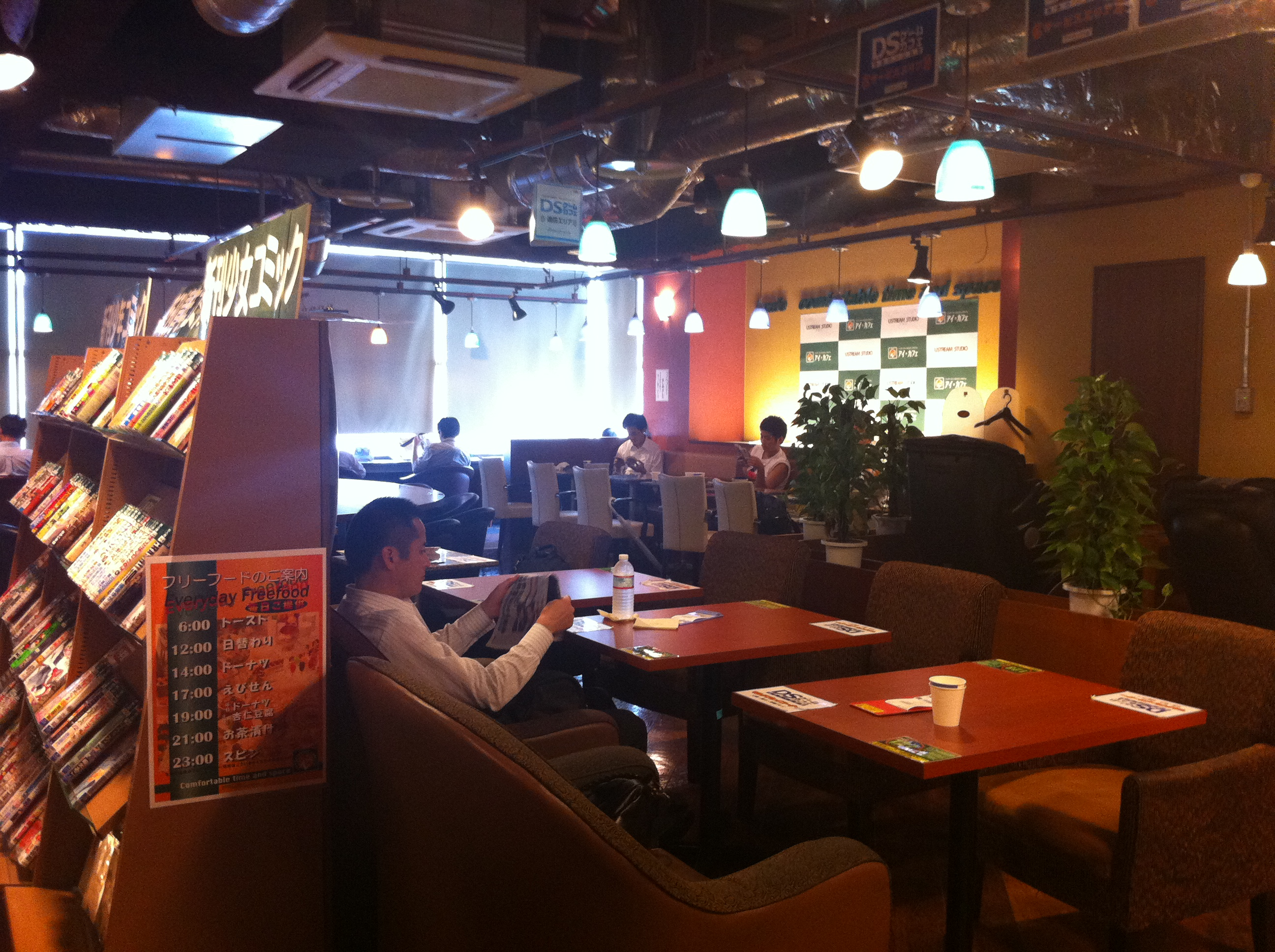
Un manga cafè a Tokio

Un manga café o manga kissa (漫画喫茶?), a volte abbreviato in mankitsu (漫喫?), è un particolare tipo di caffetteria giapponese in cui il cliente ha a disposizione numerosi manga. Inoltre, il termine si può riferire anche a luoghi che da caffetterie sono divenuti veri e propri edifici che offrono servizi di consultazione di fumetti ed altri svaghi.
Rispetto alle normali caffetterie (喫茶店?, kissaten), i manga kissa hanno come scopo primario proprio l'offerta di manga e divertimenti veri, più che di cibi e bevande. 
Generalmente la tariffa è a tempo e si paga un prezzo base (qualche centinaia di yen per un'ora), più un pedaggio extra per il tempo trascorso fino all'uscita.
Il fenomeno dei manga café ha avuto origine a Nagoya nel 1979  e ha subito avuto una rapida espansione: nei dintorni della città le caffetterie erano molto numerose e si sviluppò presto una spietata concorrenza, che portò anche alla nascita di questo tipo di servizi supplementari.

## Servizi offerti
È solitamente presente una biblioteca (o quantomeno un numero di scaffali pari a quello di una normale libreria), ben rifornita di manga, riviste e quotidiani. Il locale inoltre offre:
- Una sala da tè e un dispensatore di bibite
- Videogiochi
- Computer con accesso ad internet
- Televisione
- DVD

e molti altri servizi.
Nei grandi manga café si offrono anche:
- Spuntini
- Stanze private individuali
- Stanze private per coppie
- Stanze private per famiglie
- Spazio per riposarsi
- Freccette
- Biliardo
- Ping-Pong
- Docce
- Sauna
- Poltrone massaggianti
- Centro abbronzante

ed altro ancora.
A partire dagli ultimi anni novanta è molto cresciuto il numero dei manga café aperti tutta la notte. Essendo più economici dei capsule hotel, sono molti i pendolari che, in caso perdano l'ultimo treno, li sfruttano per riposarsi fino al primo del mattino successivo. Inoltre, negli ultimi anni, molti lavoratori precari (freeter) senza fissa dimora, che si mantengono solo con lavori giornalieri, hanno cominciato ad usare queste caffetterie come alloggi temporanei; fenomeno del tutto analogo a quello dei rifugiati degli Internet café (ネットカフェ難民?, netto kafe nanmin).

## Rapporti con il copyright
Vista la notevole crescita delle biblioteche dei manga café, è chiaro che la loro funzione principale è più quella di offrire fumetti che altri servizi. Poiché i manga sono prodotti tutelati dal copyright, ultimamente tra gli autori sono cominciati a nascere gruppi che accusavano questi caffè di danneggiare sia la circolazione di manga usati sia la vendita di quelli di nuova pubblicazione: uno di questi è stato ad esempio l'Associazione per la tutela dei diritti d'autore dei fumetti del XXI secolo (21世紀のコミック作家の著作権を考える会?, nijūisseiki no komikku sakka no chosakuken wo kangaeru kai), formatosi nel maggio 2001.
Nel 1984 con l'emendamento ad una legge è stato introdotto per la prima volta il concetto di diritto sul prestito, per tutelare gli interessi degli autori di dischi musicali ed altri prodotti (legge sul diritto d'autore 26, articolo 3: "diritto degli autori al guadagno su prestiti ad un gran numero di persone"): i negozi che offrivano il servizio di noleggio furono tenuti a restituire all'autore, mediante la JASRAC (l'equivalente giapponese della SIAE), una parte dei profitti.
Trovando tuttavia l'ostilità dell'intero settore del prestito librario, fu stabilita una clausola aggiuntiva (regola 4, articolo 2), che posticipava l'applicazione della legge per tutti i libri e riviste (eccetto quelle composte per la maggior parte da spartiti, che rientravano nella categoria musica). Nel 2004 una modifica della legge ha abolito questa regola supplementare. Nei manga café tuttavia i fumetti sono consultabili e non noleggiabili: l'applicazione della legge 26 anche ai libri quindi non ha riguardato queste caffetterie, che continuano la loro attività senza alcun problema e nel pieno rispetto della legge.